# 오픈 유어 아이즈 2
《오픈 유어 아이즈 2》(영어: Close Your Eyes)은 2002년 공개된 영국의 스릴러 영화이다. 매디슨 스마트 벨이 쓴 소설 《닥터 슬립》(Doctor Sleep)을 원작으로 한다. 닉 윌링 감독이 연출했고, 고란 비슈니치, 셜리 헨더슨, 미란다 오토, 패디 콘시딘이 출연했다.
스페인 영화 《오픈 유어 아이즈》(Abre los Ojos)와는 관련이 없다.

## 줄거리
최면 치료사인 마이클 스트로서는 경찰관 치료 중 텔레파시로 냇물 속에 떠 있는 어린 소녀의 환영을 보게 된다. 알고 보니 그 소녀는 의식을 행하는 연쇄 살인마에게서 탈출한 피해자였고, 충격으로 말을 잃은 상태였다. 스코틀랜드 야드는 소녀가 알고 있는 살인마의 비밀을 밝혀내기 위해 스트로서를 찾아 도움을 요청한다. 그들은 불멸의 열쇠를 찾았다고 믿는 살인마를 쫓고 있었다. 스트로서는 살인마를 찾는 과정에서 자신의 과거와 관련된 어두운 면과 마주하게 된다. 영화는 살인마를 쫓는 스릴러적 요소와 더불어 주인공인 스트로서의 심리적 갈등, 그리고 임신한 아내와의 관계를 섬세하게 그려내며 복합적인 이야기를 펼쳐낸다.

## 출연
- 고란 비슈니치 - 마이클 스트로더 역
- 셜리 헨더슨 - 재닛 로지 형사 역
- 패디 콘시딘 - 엘리엇 스프러그스 역
- 미란다 오토 - 클래라 스트로더 역
- 소피 스터키 - 헤더 역
- 조시 리처즈 - 키스 역
- 클레어 러시브룩 - 그레이스 역
- 세라 우드워드 - 힐러리 애시 수사관 역

## 기타
- Line PD: 게리 턱
- 미술: 돈 테일러
- 의상: 하젤 페디그